# ステファン・トリプコヴィッチ (1994年生のサッカー選手)
ステファン・トリプコヴィッチ（Stefan Tripković (セルビア語: Стефан Трипковић、1994年9月19日 - ）は、セルビア・ロズニツァ出身のサッカー選手。FKロズニツァ所属。ポジションは、ミッドフィールダー（攻撃的ミッドフィールダー）。